# Oblatinnen (OMI)
Die Oblatinnen (OMI) sind ein Ordensinstitut diözesanen Rechts.

## Geschichte
Am 14. September 1997 begannen einige junge Frauen in Madrid ein Leben in Gemeinschaft nach dem Vorbild der Oblaten der makellosen Jungfrau Maria. 1998 wurde die junge Gemeinschaft erstmals offiziell von der Kirche anerkannt. Im Jahr 1999 begannen die jungen Frauen das Noviziatsjahr. Während dieser Zeit überarbeiteten sie die Satzungen und Regeln der Oblaten, so dass der Erzbischof von Madrid die Gemeinschaft am 8. September 2001 als Ordensinstitut diözesanen Rechts anerkennen konnte. Am 9. September 2001 legten die ersten Oblatinnen ihre offiziellen Gelübde ab.

## Gemeinschaft und Standorte
Im Jahr 2023 gehören 21 Schwestern aus sieben Nationen zur Gemeinschaft. Sie leben nach dem Charisma Eugen von Mazenods und sind Teil der Oblatenfamilie. Die Gemeinschaft hat zwei Kommunitäten in Madrid, eine in Segovia und seit 2017 auch eine Niederlassung in Deutschland, in Ramsdorf im Bistum Münster. Im Februar 2023 wurde ein weiteres Haus in Bambamarca (Peru) in der Diözese Cajamarca eröffnet.